# Hermann Hansen
Hermann Hansen (Schleswig-Holstein, 31 de outubro de 1912 - 28 de junho de 1944) foi um handebolista de campo alemão, campeão olímpico.
Fez parte do elenco campeão olímpico de handebol de campo nas Olimpíadas de Berlim de 1936.